# گردنه شورد
گردنه شورد در راه بستک به لار در ارتفاعات کوه هرمزان و در قسمت شرقی کوه گاه‌بست در شمال شهرستان بستک و در غرب استان هرمزگان در جنوب ایران واقع شده‌است. 
راه ارتباطی شهرستان لارستان به شهرستان بندر لنگه از این گردنه عبور می‌کند. در دوران گذشته این راه سخت‌گذر بوده و فقط ماشینهای «جیپ» و «وانیت» می‌توانستند از این راه گذرنمایند. 

## سیزده پیچ خطرناک
گردنه شورد شامل ۱۳ پیچ خطرناک بوده که از ته دره 
«تنگ شورد» شروع می‌شده، ماشیهای جیب و وانیت راه این پیچهای خطرناک را طی می‌نمودند وبا دشواری به بالای کوه می‌آمدند. در بالای کوه یک کاروانسرای قدیمی وجود دارد که در زمان قدیم پاسگاه ژاندارمری بوده‌است که بر «تنگ شورد» نظارت می‌کردند. اما حالا خالی از سکنه‌است. در سال ۱۳۵۶ خورشیدی راه « شورد» زیرسازی شده‌است، حالا این راه آسفالته ومناسب است.